# Гоуджекит (разъезд)
Гоуджеки́т — разъезд Северобайкальского региона Восточно-Сибирской железной дороги на Байкало-Амурской магистрали (1028 километр).
Находится на правом берегу реки Гоуджекит (приток Тыи), в 1 км севернее курортной местности Гоуджекит (база отдыха, термальный источник), в Северо-Байкальском районе Республики Бурятия. В 1,5 км к юго-востоку от разъезда — заброшенный посёлок Солнечный (упразднён в 2001 году).
Разъезд построен в 1981 году, в поселке Солнечном открыты геотермальные источники. Название можно перевести как "соболиное место" с эвенкийского, либо как "дьявольское место" с бурятского, что объясняют тем, что горячая вода в источниках пробивается из потустороннего мира.

## Дальнее следование по станции
| № поезда | Маршрут движения             | № поезда | Маршрут движения             |
| -------- | ---------------------------- | -------- | ---------------------------- |
| 71       | Северобайкальск — Улан-Удэ   | 72       | Улан-Удэ — Северобайкальск   |
| 347      | Северобайкальск — Красноярск | 348      | Красноярск — Северобайкальск |

## Пригородное сообщение по станции
| № поезда  | Маршрут движения          | № поезда  | Маршрут движения          |
| --------- | ------------------------- | --------- | ------------------------- |
| 6368/6370 | Киренга — Северобайкальск | 6369/6367 | Северобайкальск — Киренга |